# Home Guard
Home Guard var en brittisk hemvärnsorganisation, som bildades i maj 1940 och i november samma år anslöts till armén.
Enrollering i Home Guard blev i mars 1942 obligatorisk för män i åldern 17–65 år inom civilförsvarsområdena (civil defense regions). Var och en ålades att tjänstgöra upp till 48 timmar per månad. Fullt utvecklad hade Home Guard under andra världskriget 2–3 miljoner man till sitt förfogande. Efter andra världskrigets slut kvarstod Home Guards personal i rullorna, men all tjänstgöringsskyldighet i fredstid upphörde.